# Beldubi
Beldubi là một thị trấn thống kê (census town) của quận Haora thuộc bang Tây Bengal, Ấn Độ.

## Nhân khẩu
Theo điều tra dân số năm 2001 của Ấn Độ, Beldubi có dân số 8983 người. Phái nam chiếm 50% tổng số dân và phái nữ chiếm 50%. Beldubi có tỷ lệ 62% biết đọc biết viết, cao hơn tỷ lệ trung bình toàn quốc là 59,5%: tỷ lệ cho phái nam là 70%, và tỷ lệ cho phái nữ là 55%. Tại Beldubi, 14% dân số nhỏ hơn 6 tuổi.